# Charles Aimé de Royrand
Charles Aimé de Royrand (14 tháng 3 năm 1726 – 5 tháng 12 năm 1793) là một lãnh đạo của phe Vendée trong Chiến tranh ở Vendée, một cuộc nổi dậy chống lại Cách mạng Pháp. Trước sự kiện này, ông là một sĩ quan của Quân đội Hoàng gia Pháp và phục vụ trong một trung đoàn bộ binh trong Chiến tranh Cách mạng Hoa Kỳ trước khi về hưu vào năm 1780. Khi cuộc nổi dậy Vendée nổ ra vào năm 1793 ông được chọn làm lãnh đạo của quân đội miền nam. Ông chỉ huy lực lượng nổi dậy tại Luçon, Cholet và Entrames. Ông bị tử thương tại Entrames vào ngày 26 tháng mười và qua đời tại Baugé-en-Anjou.

## Thiếu thời
Charles Aimé de Royrand sinh ngày 14 tháng 3 năm 1726 ở Saint-Fulgent, là người con trai thứ ba của Charles Samuel de Royrand và Louise Jacquette Sageot, tất cả đều có tên là Charles. Hai người kia tên là Charles Louis và Charles Augustin. Người con trai thứ 4 là René François sinh năm 1735. Charles Aimé gia nhập Trung đoàn Bộ binh Navarre và sau đó chuyển sang phục vụ Trung đoàn Armagnac. Sau khi chiến đấu trong Chiến tranh Cách mạng Hoa Kỳ và có thể trong giai đoạn đầu của Chiến tranh Pháp và người Da Đỏ, ông trở về Pháp vào năm 1780 và giải ngũ tại tư gia của ông ở gần Saint-Fulgent, Chavagnes-en-Paillers và Saint-Georges-de-Montaigu. Trong những năm tháng phục vụ trong quân đội, ông được trao Huân chương Saint-Louis.

## Nổi dậy Vendée

### Chỉ huy quân đội tại Luçon

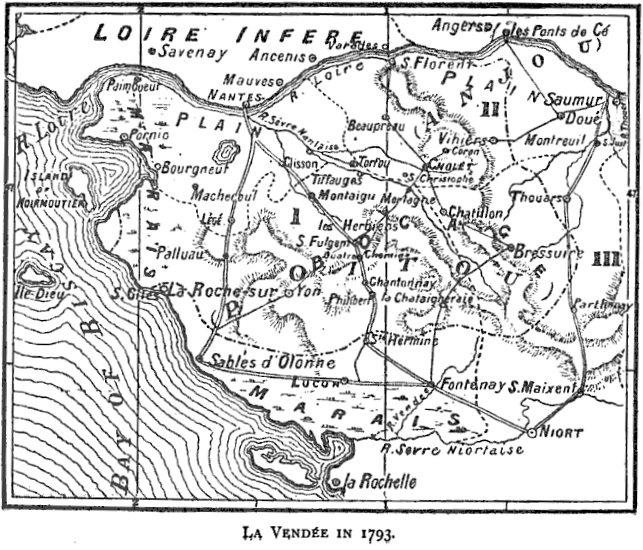
Map of La Vendée in 1793

Khi Chiến tranh ở Vendée nổ ra, những người Vendée địa phương đã đề nghị Royrand làm lãnh đạo của họ nhưng ban đầu ông vẫn còn do dự. Sau đó ông đã được suy tôn làm đội quân tự xưng Quân đoàn Trung tâm có nhiệm vụ bảo vệ mặt trận phía nam Vendée. Trong vai trò này, ông đã chứng tỏ là một nhà tổ chức có năng lực bằng việc bổ nhiệm tham mưu phó Charles Sapinaud de La Rairie chỉ huy quân nổi dậy trên chiến trường. Quân nổi dậy được phân thành ba cánh chính, trong đó lực lượng nòng cốt Quân đoàn Thượng Vendée hùng mạnh nhất, với gần 50,000 người. Quân đoàn Hạ Vendée dưới quyền cựu sĩ quan hải quân François de Charette có khoảng 20,000 người đóng ở các đầm lầy phía tây, trong khi Quân đoàn Trung tâm có số quân dao động khoảng từ 10,000 và 12,000 người trong khu vực quanh Les Herbiers và Chantonnay.
Quân nổi dậy đối đầu với quân Cộng Hòa Quân đoàn Duyên hải Cherbourg, Quân đội Duyên hải Brest dưới quyền Jean Baptiste Camille Canclaux và Quân đoàn Duyên hải Rochelle dưới quyền Armand Louis de Gontaut, Duke of Biron. Trong khi Canclaux đang nắm giữ Angers, Nantes và bờ biển phía tây department của Loire-Inférieure, Biron chịu trách nhiệm cho vùng Les Sables-d'Olonne, Luçon, Fontenay-le-Comte, Niort và Saumur. Vào tháng 3, quân Cộng Hòa đã triển khai 34 tiểu đoàn bộ binh tình nguyện và hai tiểu đoàn bộ binh thường quy bổ sung cho hai trung đoàn kỵ binh. Quốc hội đã gấp rút triển khai thêm 12 tiểu đoàn tình nguyện có kỷ luật kém hành quân từ Paris dưới quyền Antoine Joseph Santerre.
Tháng 5 năm 1793, trong khi quân đội của Royrand đang đóng ở cực nam Vendée, quân nổi dậy đã chiếm lấy Bressuire và Thouars ở phía đông. Ngày 13 tháng 5, họ đánh chiếm La Châtaigneraie nhưng sau đó bị đẩy lùi về Fontenay vào ngày 16. Cách quân chính bao gồm 35,000 người tập hợp dưới quyền Charles de Bonchamps, Louis d'Elbée, Henri de La Rochejaquelein và Louis Marie de Lescure. Ngày 25 tháng 5, quân đội Vendee đã đánh bại 14,000 quân Cộng Hòa do Alexis Chalbos chỉ huy tại Trận Fontenay-le-Comte, thu được 40 khẩu súng. Sau đó quân nổi dậy tiếp tục hạ gục sư đoàn của Jacques-François Menou tại Trận Saumur vào ngày 9 tháng 6, và thu được 46 khẩu đại bác. Ngày 28 tháng 6, Royrand chỉ huy tấn công Luçon nhưng Claude Sandoz và quân đồn trú tại đây đã đẩy lùi được ông. Vào ngày 29 Canclaux đẩy lùi một cuộc tấn công của quân Vendée tại Trận Nantes. Trong lúc đó, Biron đã cử François Joseph Westermann tiến hành một cuộc tấn công quyết định vào trung tâm Vendée. Cánh quân chủ lực của lực lượng nổi dậy đã tập hợp đối đầu với Westermann và tiêu diệt hoàn toàn sư đoàn của ông này trong Trận Châtillon lần thứ nhất vào ngày 5 tháng 7.

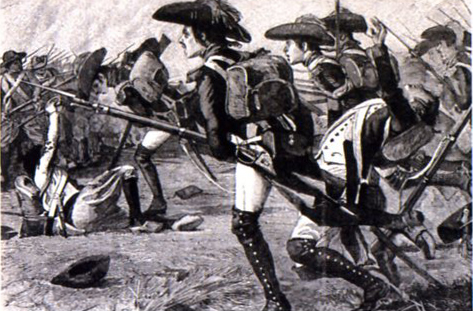
Trận Luçon

Các tướng lãnh Cộng Hòa bất đồng về cách đối phó với quân nổi dậy. Biron và Canclaux muốn tiến hành một cuộc tấn đồng loạt theo tất cả các hướng kết liễu quân nổi dậy, trong khi các tướng lãnh và đại diện của Saumur, vốn đã bị chiếm đóng, muốn tấn công từ hướng bờ biển. Bất chấp mong muốn của Biron, 12,000 lính của sư đoàn Saumur do Jacques-Marie Pilote La Barolière chỉ huy đã hành quân về phía tây. Ngày 18 tháng 7, quân Vendée tấn công và đánh bại quân Cộng Hòa  tại Trận Vihiers. Biron bị triệu hồi về Paris và đưa lên máy chém vào ngày 31 tháng 12 năm 1793. Biron được thay thế bởi Jean Antoine Rossignol, một chính trị gia mị dân. Đối đầu với Royrand ở phía nam là sư đoàn Luçon do Augustin Tuncq chỉ huy và sư đoàn Fontenay dưới quyền Chalbos. Ngày 25 tháng 7 Tuncq chiếm lấy Chantonnay, thiêu rụi thị trấn và phá hủy lương thực và vũ khí trước khi trở về Luçon. Tức giận vì cuộc tấn công này, Royrand và Elbée cùng với 12,000–15,000 quân nổi dậy tấn công Luçon những đã bị đẩy lùi vào ngày 30 tháng 7.
Nhằm bình định mặt trận phía nam, quân Vendee quyết tâm tiến vào Luçon một lần nữa. Ngày 12 tháng 8, lực lượng của Charette và Elbée hợp với Quân đội Trung tâm của Royrand tại Chantonnay. Quá tự tin về ưu thế số lượng của quân nổi dậy, Lescure đã tiến hành giao chiến với quân Cộng Hòa ở vùng đất trống. Nhờ vào hoạt động thám thính hiệu quả của François Séverin Marceau-Desgraviers, Tuncq biết rằng quân nổi dậy đang tập hợp cho một cuộc tấn công quy mô lớn. Ông đã triển khai 9,000 lính cùng với 31 khẩu đại bác dàng thành hai hàng trên một số ngọn đồi nằm ngoài Luçon. Ngày 14 tháng 8 năm 1793, in the Battle of Luçon, 14,000–35,000 quân Vendee tiến hành tấn công với Charette và Lescure ở cánh phải, Elbée và Royrand ở chính giữa và La Rochejaquelein bên cánh trái. Ban đầu, Charette và Lescure hạ được cánh trái quân Cộng Hòa và chiếm lấy 5 khẩu đại bác, nhưng do cuộc tấn công không được canh thời gian tệ hại nên cách quân của Elbée và Royrand tiến tới quá trễ. Sau khi hàng quân Cộng Hòa đầu tiên bị đánh bại, hàng quân thứ hai xông lên và phản công bất ngờ. Marceau cùng với một vài quân kỵ binh và bộ binh đẩy lùi thành công cánh phải quân nổi dậy. Cùng với đó, pháo binh Cộng Hòa được phối hợp hiệu quả, gây nên tổn thất và làm mất tinh thần quân của Royrands. Còn quân của La Rochejaquelein chỉ đến vừa kịp lúc để yểm trợ cho cuộc rút lui của quân nổi dậy. Quân Vendee chịu tổn thất 1,500 người và 18 khẩu đại bác.

### Chantonnay, Cholet và Entrames

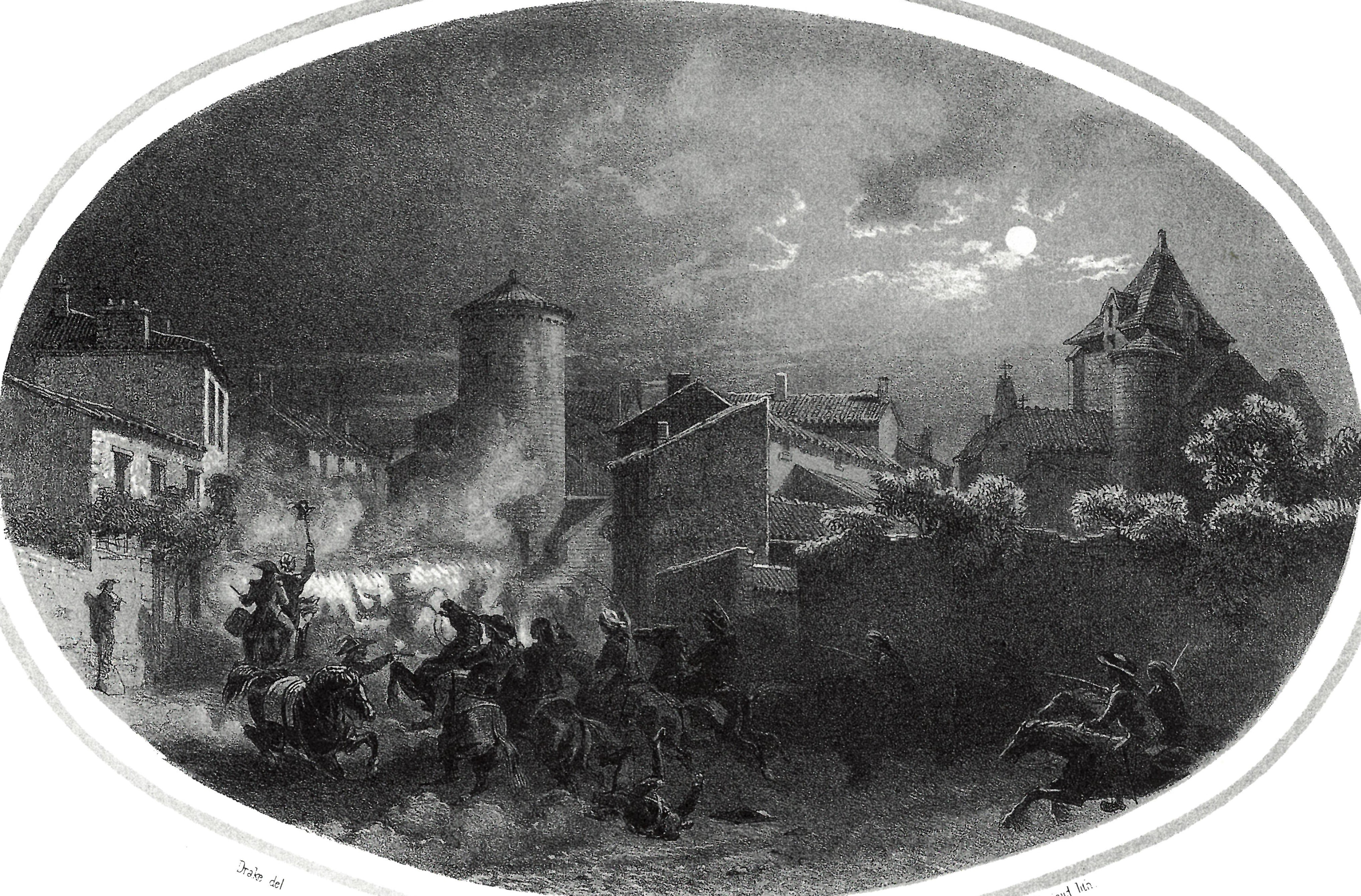
Trận Saint-Fulgent

Tuncq cử 7,000 binh lính chỉ huy bởi René François Lecomte và Marceau tiến về phía bắc chiếm lấy vị trí bị bỏ trống Chantonnay. Trong một cử chỉ tránh mắng sự bất hợp tác của các tướng lãnh, Rossignol lệnh cho Chalbos bao vây La Châtaigneraie. Cảm thấy mối đe dọa từ quân Cộng Hòa đóng ở Chantonnay, các lãnh tụ Vendee quyết định tái chiếm nơi này. Bằng việc cử Royrand ra đòn nghi binh với Quatre Chemins, 25,000 quân nổi dậy và 21 đại bác đã tấn công Sư đoàn Luçon. Ngày 5 tháng 9 năm 1793 quân Vendée nghiền nát quân Cộng Hòa tại Trận Chantonnay. Chỉ có 2,500 trong số 7,500 quân Cộng Hòa chạy thoát và Lecomte và Marceau được lệnh phải tái xây dựng sư đoàn này. Tình thế trên chiến trường của quân Cộng Hòa vào lúc này được cứu vãn bởi một sai lầm của người Phổ. Ngày 23 tháng 7 năm 1793 sau khi trận Bao vây Mainz kết thúc với kết cục là sự đầu hàng của quân Pháp tại đây. Theo những điều khoản thỏa thuận, binh lính Pháp được phóng thích với điều kiện họ không chiến đấu chống lại quân Liên minh trong vòng một năm. Do đó Alexandre de Beauharnais lý luận rằng, điều khoản này không bao gồm quân nổi dậy Vendée. Ngay sau đó, 14,000 binh lính được quy tụ thành cái gọi là Quân đoàn Mainz do Jean-Baptiste Annibal Aubert du Bayet chỉ huy tiến về Vendée.
Vào đầu tháng 9, viện binh đến hội quân với Canclaux tại Nantes. Các tướng lãnh Cộng Hòa và đại diện thống nhất tiến hành một cuộc tấn công tổng lực vào Vendée với lực lượng nòng cốt xuất phát từ Nantes. Tuy nhiên, Rossignol đã không hợp đồng tấn cống và ra lệnh cho Sư đoàn Luçon và Fontenay rút lui. Kết quả là, nhờ vào quân đội Royrand đóng chặn ở phía nam, các đội quân Vendee còn lại được tập hợp chống lại quân Cộng Hòa. Ngày 18 tháng 9, Sư đoàn Saumur của Santerre hành quân vào một trận địa mai phục trong Trận Coron và bị tiêu diệt. Cuộc phản công của Canclaux mang lại hiệu quả lúc ban đầu nhưng quân của ông bị đánh bại tại Trận Tiffauges vào ngày 19 tháng 9 và tại Trận Montaigu ba ngày sau đó. Sư đoàn Sables-d'Olonne bị nghiền nát bởi Charette tại Trận Saint-Fulgent. Canclaux và Rossignol tiến hành một cuộc phản công khác thắng lợi tại trận Saint-Symphorien vào ngày 6 tháng 10, nhưng những thất bại đầu tiên đã khiến cho Charles-Philippe Ronsin phải tiến hành cuộc tái chỉnh đốn chỉ huy quân Cộng Hòa vào đầu tháng 10. Canclaux và Du Bayet bị cách chức, Rossignol bị luân chuyển đến chỉ huy đội quân đã suy yếu Quân đoàn Coasts of Brest và một lực lượng mới Quân đoàn West được đặt dưới quyền Jean Léchelle. Quân đoàn này là sự kết hợp của Quân đoàn Coasts of La Rochelle, binh lính của Canclaux tại Nantes và Quân đoàn Mainz.
Vào lúc này, các lãnh đạo Vendee thất bại trong việc hiệp đồng hiệu quả. Charette bị vướng chân với việc chiếm lấy Noirmoutier ở ngoài miền duyên hải. Ở phía đông, các Sư đoàn Saumur, Thouars và Fontenay hội quân tại Bressuire được Chalbos và Westermann lãnh đạo và tiến về phía tây. Sư đoànLuçon và Sables-d'Olonne được lệnh tiến về phía bắc hội với quân đoàn chính của phe Cộng Hòa do Léchelle chỉ huy gần Tiffauges. Trên đường hành quân, Sư đoàn Luçon chiếm được Les Herbiers từ 3,000 quân nổi dậy do Royrand chỉ huy đóng tại đây. Quân Cộng Hòa thẳng tiến nhanh chóng, buộc lực lượng Vendee chỉ huy bởi Royrand, Elbée, Bonchamps và Lescure phải tái hợp gần Cholet. Trong khi đang cố gắng bắt liên lạc với nhịp độ hành quân của cánh quân chính do Michel de Beaupuy chỉ huy, Sư đoàn Luçon bị mai phục tại Trận La Tremblaye vào ngày 15 tháng 10. Sau khi chỉ huy của sư đoàn hi sinh, Marceau tiếp quản sư đoàn này và nhờ sự giúp đỡ từ Beaupuy, đã đẩy lui được quân nổi dậy. Lescure đã bị trọng thương trong trận đánh này.

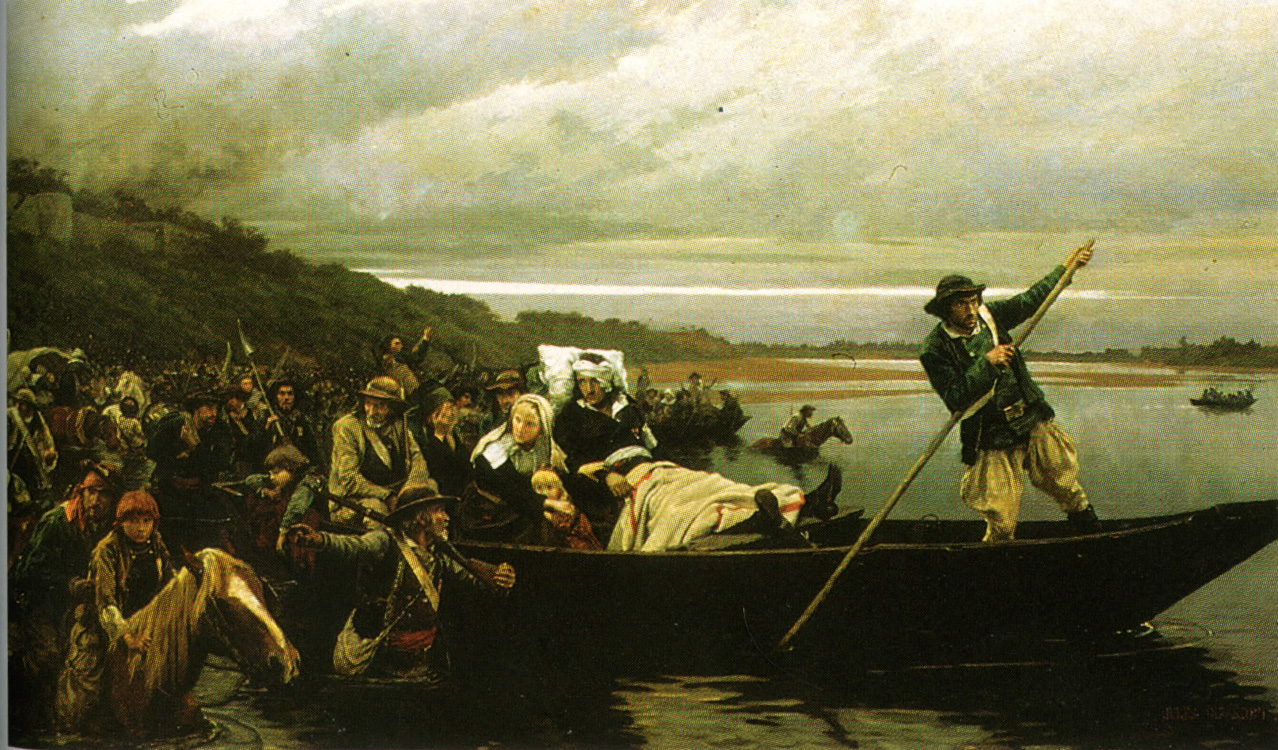
Crossing the Loire at Saint-Florent

Quân Cộng Hòa chiếm được Cholet vào ngày 16 tháng 10 và Jean Baptiste Kléber củng cố vị trí phòng thủ tại thị trấn nhằm chống lại quân nổi dậy. Kléber triển khai 22,000 lính và 30 khẩu đại bác, nhiều khẩu trong đó lấy từ Quân đoàn Mainz. Ông sắp Beaupuy và Nicolas Haxo bên cánh trái Marceau ở cánh giữa và Louis Antoine Vimieux ở cánh phải. Trong đêm Chalbos và François Muller đã hành quân tới bổ sung thêm 9,000 viện binh. Ngày 17 tháng 10 năm 1793, quân Cộng Hòa bị 41,000 quân Vendee tấn công trong Trận Cholet. Elbée và Bonchamps cầm quân ở cánh trung tâm trong khi Jean-Nicolas Stofflet và La Rochejaquelein chỉ huy ở hai bên. Royrand không tham gia trận này. Sau cuộc đối đầu ác liệt, quân Cộng Hòa đã đập tan được quân nổi dậy và gây ra những tổn thất nặng phía quân Vendee. Elbée bị trọng thương và Bonchamps chết ngày hôm sau. Quân đội Vendee vượt bờ bắc sông Loire tại Saint-Florent-le-Vieil trong khi quân Cộng Hòa ăn mừng chiến thắng ở Cholet và Beaupréau.
Quân đoàn Catholic và Hoàng gia, với số quân 50,000, bao gồm 30,000–35,000 lính chiến đấu trực tiếp, đã bầu La Rochjaquelein là lãnh đạo của họ. Họ hi vọng có thể lôi kéo Bretons về phía mình, nhưng những người địa phương ở trong nhà và không hưởng ứng. Quân Vendee tiến về Laval với Quân đoàn West truy đuổi theo sau. Léchelle sớm chứng tỏ được khả năng cầm quân. Sau khi tiến qua Château-Gontier vào ngày 25 tháng 10, quân Cộng Hòa do Westermann chỉ huy sa vào một cuộc mai phục và bị quân Vendee đẩy lui tại phía nam Laval. Bất chấp các cảnh báo của Kléber và Marceau, Léchelle vẫn khăng khăng hành quân tiếp vào ngày hôm sau. Léchelle đã không khôn ngoan khi ra lệnh cho quân đoàn 25,000 tiến theo thành đơn. Sáng hôm sau, Beaupuy và Marceau chạm trán với quân nổi dậy gần Entrammes. Kléber nhanh chóng đem sư đoàn của ông lâm trận, nhưng đội quân này bị mắc kẹt bởi một con đường nhỏ khiến cho binh lính không thể tiến lên nhanh chóng vào trận đánh. Trên thực tế Léchelle vẫn nằm ngoài chiến trận khi trận đánh diễn ra và thất bại trong việc yểm trợ cho quân Cộng Hòa. Trong khi đó, được chỉ huy bởi Rochejaquelein và Royrand ở cánh trung tâm, quân đội Vendee đã đẩy lui được quân Cộng Hòa, và thậm chí chiếm được các khẩu đại bác của họ và dùng nó bắn vào quân Cộng Hòa. Sau đó, một cánh quân nổi dậy khác đánh vào bên cánh quân Cộng Hòa khiến cho họ phải bắt đầu tháo chạy. Trong Trận Entrames diễn ra vào ngày 26 tháng 10, quân Vendee đã đánh tan Quân đoàn the West và gây ra thiệt hại lớn cho họ đồng thời chiếm được 19 khẩu đại bác.
Royrand bị tử thương tại Entrames. Sau khi ông bị thương nặng, La Rochejaquelein hối thúc các thuộc hạ Royrand trả thù cho ông. Royrand vẫn cầm cự được đến ngày 5 tháng 12 năm 1793, khi ông mất gần Baugé-en-Anjou.

## Gia đình
Gia đình ông lâm vào thảm cảnh trong cuộc nổi dậy. Người anh Charles Augustin sinh ngày ngày 9 tháng 3 năm 1731 tại Montaigu và trở thành một sĩ quan hải quân Pháp. Bị thương khi chiến đấu với người Anh tại Trận Ushant vào ngày 27 tháng 7 năm 1778, ông được đặt cho biệt danh Bras-Coupé (cụt tay). Ông giải ngũ và trở về nhà tại Chavagnes-en-Paillers. Khi cuộc nổi dậy nổ ra, quân Vendee đã chiêu dụ Charles Augustin làm lãnh đạo của họ và ông bị mất khi chiến đấu ở La Guérinière vào ngày 19 tháng 3 năm 1793. Cháu trai của ông là Charles César, con người anh em Charles Louis Royrand de Roussière và Thérèse Charlotte du Chaffault, coi gái của Đề Đốc Louis Charles du Chaffault de Besné. Charles César de Royrand và vợ ông Emile Louise Gabrielle de Suzannet di cư tới Brussels vào năm 1791. Ông lưu lạc tới Cộng Hòa Hà Lan và cuối cùng là tới Anh quốc nơi ông gia nhập Trung đoàn Hector với cấp bậc sous-lieutenant. Tham gia vào Cuộc viễn chinh Quiberon Charles César bị bắt và xử tử bởi quân Cộng Hòa vào ngày 2 tháng 8 năm 1795.